# Matheus Ribeiro
Matheus Antunes Ribeiro, mais conhecido como Matheus Ribeiro (Erechim, 23 de fevereiro de 1993), é um futebolista brasileiro que atua como lateral-direito. Atualmente, joga pelo CRB.

## Carreira

### Atlético Paranaense
Em 27 de abril de 2015, o Atlético Paranaense anunciou a contratação de Matheus Ribeiro.

### Atlético Goianiense
Em 2016, conquistou o série B de 2016 pelo Atlético Goianiense, sendo um importante jogador na conquista do título.

### Santos
Em dezembro de 2016, assinou contrato com o Santos por três anos.

#### Emprestado ao Figueirense
Em 12 de julho de 2018, Matheus Ribeiro foi anunciado como jogador do Figueirense. Ele chegou ao clube com um empréstimo junto ao Santos, e ficou no clube catarinense até o final de 2018.

#### Retorno ao Santos
Em janeiro de 2019,  Matheus Ribeiro havia sido emprestado novamente ao Figueirense, mas por pedido de Jorge Sampaoli o jogador retornou ao Santos.

#### Chapecoense
Em 2020, conquistou o Campeonato Catarinense e a série B 2020, sendo um importante jogador na conquista dos títulos.

#### Avaí
No ano de 2022, logo após o Avaí garantir o seu retorno à Série A do Campeonato Brasileiro, o clube anuncia os primeiros reforçoes para a temporada. Um desses reforços anunciados foi Matheus Ribeiro.

## Títulos
Atlético Goianiense
- Campeonato Brasileiro - Série B: 2016

Chapecoense
- Campeonato Catarinense: 2020
- Campeonato Brasileiro - Série B: 2020

CRB
- Campeonato Alagoano: 2024 e 2025